# Archivos do Jardim Botânico do Rio de Janeiro
Archivos do Jardim Botânico do Rio de Janeiro (abreviado Arch. Jard. Bot. Rio de Janeiro) es una revista ilustrada con descripciones botánicas que es editada por el Jardín Botánico de Río de Janeiro. Se editaron 6 volúmenes desde el año 1915 al 1933, del año 1934 al 1938 se incorporó a Arquivos do Instituto de Biologia Vegetal. Desde el año 1947 volvió a tener su primitivo nombre hasta la actualidad.